# MetaMatrix
MetaMatrix é uma empresa de tecnologia baseada nos Estados Unidos que criou o primeiro software, para entrega de dados para arquiteturas SOA, realmente Enterprise Information Integration (EII). Fundada em 1998 como Quadrian e renomeada posteriormente, MetaMatrix possui escritórios em St. Louis e Boston e conta com escritórios comerciais em NY, Baltimore, Washington, DC, Boston e London.
Em Junho de 2007, MetaMatrix foi adquirida pela Red Hat com o propósito de fornecer integração de dados em ambientes SOA para os produtos de middleware da Red Hat.

## Produtos
MetaMatrix oferece produtos provendo data services para arquiteturas orientadas a serviços SOA
- MetaMatrix Enterprise
- MetaMatrix Dimension
- MetaMatrix Query